# Lydia Cabrera
Pour les articles homonymes, voir Cabrera.
Lydia Cabrera (née à La Havane le 20 mai 1899 - morte à Miami, États-Unis, le 19 septembre 1991) est une écrivaine, anthropologue et chercheuse cubaine exilée. 
Ses histoires racontent des mythes sur l’origine de l’univers africain, avec des animaux personnifiés, des dieux africains, le destin et travail des animaux et des plantes, etc.

## Biographie
Elle avait une maladie qui l’empêchait d’aller à l’école et au lycée, et elle fut éduquée par des précepteurs chez elle. Puis elle put suivre des études et aller à Paris en 1927. Elle étudia 3 ans à l'École du Louvre. 
Elle commença les recherches pour ses écrits en 1928, et put les publier dans les magazines français, Les Cahiers du Sud, la Revue de Paris et Les Nouvelles littéraires. Ces contes sont traduits vers le français et la maison d’édition Gallimard les publie comme Contes nègres de Cuba en 1936. Elle les publie en espagnol en 1940.
À partir de 1950, elle parcourut l’île de Cuba en compilant de l’information sur des mythes et rituels gardés par les anciens Noirs.

## Œuvres
- Cuentos negros de Cuba
- ¿Por qué? Cuentos negros de Cuba
- El Monte
- Refranes de negros viejos
- Anagó, vocabulario lucumí
- La sociedad secreta Abakuá, narrada por viejos adeptos.
- Otán Iyebiyé, las piedras preciosas.
- Ayapá: Cuentos de Jicotea
- La laguna sagrada de San Joaquín
- Yemayá y Ochún
- Anaforuana: ritual y símbolos de la iniciación en la sociedad secreta Abakuá
- Francisco y Francisca: chascarrillos de negros viejos
- Itinerarios del Insomnio: Trinidad de Cuba
- Reglas de Congo: Palo Monte Mayombe
- Koeko iyawó, aprende novicia: pequeño tratado de regla lucumí
- Cuentos para adultos, niños y retrasados mentales
- La Regla Kimbisa del Santo Cristo del Buen Viaje
- Páginas Sueltas